# С глава в стената
„С глава в стената“ (на френски: La Tête contre les murs) е френска драма от 1959 година с участието на Анук Еме и Шарл Азнавур.

## Сюжет
За да може Франсоа Жеран (Жан- Пиер Моки) да се избави от проблемите си, неговият баща го съветва да премине курс на лечение в психиатричната клиника на доктор Вармон (Пол Брасьор). Между Франсоа и един от служителите в клиниката, доктор Емери (Пол Меурис), възниква конфликт. Скоро след това Франсоа се запознава с епилептика Ертевен (Шарл Азнавур) и двамата решават да избягат от клиниката. Опитът им се проваля и Ертевен, решил да не връща никога повече в клиниката, се самоубива. След известно време Франсоа решава да предприеме нов опит да се измъкне, този път успешен. След бягството си той се укрива при своята позната Стефани (Анук Еме).

## В ролите
- Пол Брасьор като доктор Вармон
- Пол Меурис като доктор Емери
- Жан- Пиер Моки като Франсоа Жеран
- Жан Галанд като бащата на Франсоа
- Шарл Азнавур като Ертевен
- Анук Еме като Стефани
- Жан Озен като Елзар Дьо Шамбрел
- Томи Бурдел като полковник Донадие